# Süleymanname

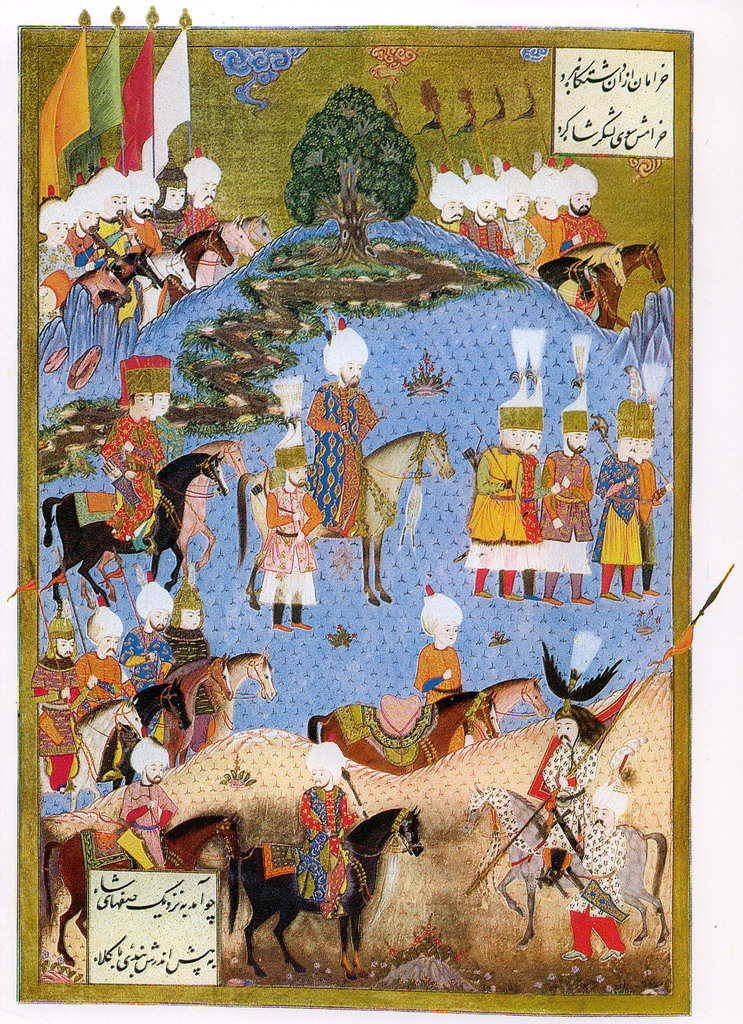
Solimano in marcia con il suo esercito in Nakhichevan, estate 1554, durante la guerra ottomano-safavide del 1532-1555. Una delle scene del Süleymannâme.

Il Süleymannâme (lett. Libro di Solimano) è un'illustrazione della vita e dei successi di Solimano il Magnifico. In 65 scene i dipinti in miniatura sono decorati con oro, raffiguranti battaglie, ricevimenti, cacce e assedi. Scritto da Fethullah Arifi Çelebi in versi persiani, e illustrato da cinque artisti anonimi, il Süleymannâme fu il quinto volume della prima storia illustrata della dinastia ottomana. Fu scritto secondo la forma del poema epico iraniano Shāh-Nāmeh. La versione originale del Süleymannâme si trova nel Museo del Palazzo Topkapi a Istanbul e un altro manoscritto numerato come manoscritto 4249 nella biblioteca di Astan Quds Razavi.
Il Süleymannâme è il quinto volume dello Shahnama-yi Al-i Osman (Lo Shahnama della Casa di Osman) scritto da Arif Celebi. È un resoconto dei primi 35 anni di regno di Solimano come sovrano dal 1520 al 1555. La rappresentazione del regno di Solimano è idealizzata, in quanto non solo comprende gli ultimi eventi eccezionali della storia del mondo, ma termina anche la linea temporale iniziata alla creazione con il sovrano percepito come perfetto. Il manoscritto stesso misura 25,4 per 37 centimetri e ha 617 fogli. Inoltre, è organizzato in ordine cronologico. Questo manoscritto aveva un uso molto più privato rispetto ad altre opere d'arte prodotte per l'élite ottomana. Il Süleymannâme ha 69 pagine illustrate poiché quattro argomenti sui 65 rappresentati sono immagini in doppio foglio. Il contesto culturale e politico di quest'opera è persiano. L'opera è importante perché consente l'accettazione del sultano che si presenta in un'immagine divina oltre a presentare le idee e le aspettative della corte. Arifi scrisse in questo poema epico 30.000 versi.

## Il modello Şehname (Shahnama)
Il Süleymannâme, pur essendo un'opera d'arte, svolgeva anche una funzione politica. Il Süleymannâme rientra nella categoria Şehname, o "Libro del re". La funzione principale della tipologia Şehname era quella di documentare una storia ottomana completa, legittimando ed esaltando il sultano patrono nel processo. Erano visti come simboli della cultura della corte ottomana. I creatori degli Şehname, o "Şehnameci", erano incaricati stipendiati; sotto Solimano fu istituito il creatore dello "storiografo di corte", indicando l'importanza di corte e politica degli Şehnameci. Gli Şehnameci non erano considerati grandi storici ma erano piuttosto riconosciuti per la loro abilità letteraria; gli Şehname richiedevano una fusione di documentazione storica e composizione letteraria, rendendole difficili da classificare. I testi dovevano essere approvati dal sultano e dai funzionari di corte (il gran visir e gli studiosi religiosi) prima di essere inseriti. L'approvazione assicurava che tutti i testi soddisfacessero un elevato standard letterario e corrispondessero accuratamente al contenuto delle illustrazioni. L'intenso processo di valutazione permetteva al sultano e ai consiglieri di proiettare un'immagine accuratamente elaborata attraverso il testo.
Nonostante questa attenzione all'immagine, il pubblico previsto per gli Şehname era lo stesso sultano, la sua corte e i suoi consiglieri. I manoscritti di lusso erano considerati preziosi oggetti da collezione, e pertanto non erano destinati a lasciare i confini del palazzo. Spesso il sultano faceva leggere ad alta voce i testi dello Şehname per un pubblico di corte, con l'intenzione di ispirare ed educare i futuri statisti ottomani. Per il Sultano e la sua cerchia, gli Şehname avevano lo scopo di rafforzare il potere e lo status dell'Impero ottomano. Per una più ampia élite ottomana, essi avevano lo scopo di instillare e comprendere l'identità ottomana. Per la popolazione in generale gli Şehname dovevano simboleggiare il potere del Sultano, prova del suo adempimento del patrocinio spesso associato e atteso da un potente sovrano.
Generalmente, gli Şehname sono associati a stravaganza e potere. Oltre a legittimare il regno del sultano, gli Şehname venivano commissionati tipicamente durante i periodi di tumulto, intesi a rafforzare il prestigio dinastico e giustificare il sovrano.

## Funzione politica delSüleymannâme
Lo scopo principale di questo manoscritto fu quello di dipingere un'immagine pubblica ideale per il sultano Solimano e la sua corte. Si concentra sul ritrarre Solimano come una figura militare, ma anche al servizio della giustizia come sovrano. Ad esempio, l'immagine dell'intronizzazione di Solimano nel Süleymannâme serve come un modo per mostrare il suo ruolo militare e avere l'ordine della corte. L'idea di un leader giusto è esemplificata dai numerosi dipinti dei suoi ricevimenti di corte con altri ambasciatori, ma anche attraverso la sua compassione per i suoi nemici, mostrando il suo potere e la superiorità ottomana.
Solimano è paragonato ai precedenti sovrani ed eroi leggendari. Le sue azioni sono enfatizzate per paragonarlo a queste figure storiche ed è grazie a tali azioni che è così grande. Le somiglianze tra i Re-profeti nell'Anbiyanama (Libro dei Profeti) e le preoccupazioni di Solimano creano una rappresentazione diretta di Solimano come uno dei Re-profeti summenzionati nel primo volume dello Shahnama-yi Al-i Osman di Arif Celebi. Questa rappresentazione non ha lo scopo di sminuire lo status dei profeti a un sultano ma eleva lo status di Solimano, soprattutto in un momento in cui la sua immagine soffriva. Il contesto storico di quest'opera coincide con l'immagine debole di Solimano a causa della sua vecchiaia, ma soprattutto negativa poiché nel 1553 fece uccidere suo figlio Mustafa, che era popolare tra la popolazione. Questo lavoro può essere visto come una mossa per elevare l'immagine di questo sovrano mentre le sue stesse azioni diminuivano la sua popolarità.
Viene stabilita una relazione tra Solimano e Dio che agisce in due modi. In primo luogo, lo mostra come il Creatore, ma anche come una figura divina. In secondo luogo, la sua posizione non solo è stata approvata da Dio stesso, ma è stato scelto per governare da Dio. In aggiunta al significato religioso di Solimano, è iscritto come l'ultimo riformatore della religione e raffigurato come l'immagine dell'Uomo Perfetto, secondo solo al profeta Maometto. Alcune immagini nel manoscritto furono eseguite per mostrare l'importanza di Solimano come uno degli ultimi leader religiosi e politici e furono tutte approvate dallo stesso sultano. Alcune di queste immagini includono il ritratto di Solimano come il secondo Salomone su un trono d'oro e come un santo con un'aureola attorno alla testa. Ancora una volta, il regno di Solimano è legittimato come divino attraverso la combinazione della sua eredità con le storie di altri grandi sovrani di altre tradizioni. Detto questo, Arif arriva persino a dichiarare la superiorità di Solimano sia sui precedenti governanti ottomani che mondiali. I governanti del passato possedevano tutti le giuste caratteristiche regali, ma nei riguardi di Solimano, nessuno di loro era paragonabile a lui. Anche nei regni della religione, la fede e la credenza in Dio di Solimano supera il resto di questi governanti. Analizzando l'ordine dei volumi nello Shahanama di Arif, lo scopo principale di Arif è quello di collocare Solimano in una posizione speciale nella storia del mondo poiché è cominciata inizialmente dalla Creazione.

## Produzione artistica sotto Solimano
Il mecenatismo generoso e irremovibile di Solimano per le arti ha contribuito a coltivare un'età d'oro della cultura ottomana. Solimano impiegò artisti e artigiani maschi di origine europea, islamica e turca, che forgiarono un linguaggio visivo costituito da una sintesi di tradizioni, in particolare nell'architettura e nella produzione di manoscritti. L'Ehl-i Hiref (Comunità di Talentuosi), un gruppo altamente organizzato di artigiani imperiali, lavorava su commissioni di corte. A causa del livello di organizzazione della produzione artistica a corte, i progetti creati per la corte divennero parte del vocabolario artistico in tutte le discipline.
La Cemaat-i Nakkaşan (Società dei Pittori), una delle unità dell'Ehl-i Hiref, era incaricata di decorare i manoscritti commissionati per le biblioteche imperiali. L'unità era gerarchica, con membri che utilizzavano stili provenienti da tutto l'impero, ma in particolare i maestri di Tabriz e i loro apprendisti tra il 1520 e il 1540. Gli artisti nakkaşane influenzarono fortemente gli stili decorativi dell'epoca, ad esempio lo stile Saz composto da immagini naturalistiche. I nakkaşane crearono centinaia di manoscritti costituiti da racconti classici, poesie, dipinti, di calligrafia e miniature.
Le Storie illustrate come il Süleymannâme furono realizzate per esaltare la vita dei sultani, le feste o le campagne dell'impero, e divennero l'opera principale del nakkaşane dopo il 1560. Sebbene il Süleymannâme rifletta eventi storici, non è considerato una fonte storica accurata a causa della sua esaltazione del sovrano, essendo un'interpretazione artistica della corte ottomana sotto Solimano. Questi manoscritti furono prodotti per uso privato dai membri della dinastia per sottolineare la dignità del loro governo e del loro status.

### Arif Celebi
Non ci sono informazioni sostanziali sulla vita di Arif Celebi, ma la conoscenza acquisita sulla sua figura proviene dalle storie biografiche scritte da molti scrittori del XVI secolo. Sua madre era la figlia dello sceicco sufi e studioso religioso Ibrahim Gulseni. Arif Celebi era molto vicino a suo nonno e si diceva che gli fosse più caro del figlio di Gulseni. Il padre di Arif Celebi, Dervis Celebi, secondo altri resoconti, era un uomo dell'élite persiana e Arif afferma nel Süleymannâme che suo padre era della città di Abadan. Suo padre fa di nuovo un'apparizione nel Süleymannâme come una figura anziana dove Arif rende omaggio al padre con righe di apprezzamento. La sua famiglia proveniva da un background religioso, intellettuale e politico. Non è noto se avesse fratelli, né se fosse sposato o se avesse figli.
Intorno al 1545, Arifi Celebi arrivò alla corte ottomana e nel 1550 fu incaricato di scrivere sulla dinastia ottomana in persiano a causa del fatto che Solimano apprezzava i versi precedenti che Arif Celebi gli aveva dato. Lo Shahnama di Arif Celebi doveva essere usato come mezzo per "creare una cultura comune e un'identità imperiale condivisa". Per il suo progetto, Arif Celebi adottò gli stili visivi dello Shahnama di Firdawsi che dettagliavano la mitica storia dell'Iran.
Si afferma che il servizio di Arif alla corte ottomana per Solimano sia iniziato quando arrivò nella capitale e si presume che il suo arrivo sia correlato all'arrivo di Elkas Mirza a Istanbul nel 1547, un principe safavide che trovò rifugio presso Solimano. È menzionato di nuovo nel Süleymannâme che suo padre servì l'Impero ottomano come inviato diplomatico e molto probabilmente lavorò per più di una persona reale.
A causa del suo background familiare, è molto probabile che Arif avesse un livello alto di istruzione e si affermava che avesse una grande abilità nelle scienze. Studiò con gli ulama (uomini istruiti), il che significa che ricevette formazione da molti professori medrase. Arif lavorò sia in turco che in persiano, ma vedendo i numerosi versi che scrisse, il persiano era più il suo punto forte.
Guardando l'arte che fu prodotta sotto di lui, era più di un semplice scrittore che ignorasse le illustrazioni del suo lavoro. Fece molte scelte tematiche e stilistiche nelle illustrazioni per accompagnare la sua scrittura invece di assegnare cosa dipingere. Nonostante ciò, doveva ancora aderire alle opinioni sia di Solimano che di alcuni membri della sua corte. Ciò che è noto della sua abilità nelle arti deriva principalmente dal suo tempo come sehnameci. Alcune altre opere che possiamo attribuire ad Arif sono il Ravzat al-Usak e le sue bozze per il rotolo imperiale. Inoltre, è associato alla creazione di un'epopea di 2.000 punti sulla spedizione di Pasa di Hadim Suleyman in India.

## Le illustrazioni
Il Süleymannâme è il prodotto di un'attenta collaborazione tra artisti e scrittori. La resa delle immagini è indicativa di una mano per l'uniformità visiva complessiva. Le illustrazioni generalmente danno la priorità ai pigmenti concentrati e opachi rispetto alle leggere velature di colore. I colori in primo piano sono spesso non ortodossi e fantastici, e includono il rosa, il viola, il blu brillante e il verde. Presenti in tutto il manoscritto sono i dettagliati motivi geometrici, più visibili su edifici, tessuti e nelle evocazioni di erba, acqua e terra. L'opera mostra dettagli raffinati e precisione e linee nitide disegnate. Per promuovere la natura narrativa del libro, le illustrazioni presentano spesso registri per spezzare le sezioni della composizione; una sezione può essere per esempio dedicata a un gruppo nemico e un'altra agli stessi ottomani.
Nel Süleymannâme gli animali variano tra l'essere raffigurati con colori tradizionali e l'essere raffigurati con colori stravaganti. In "Morte di Huseyin Pasa", i cavalli sono più naturalistici, dipinti principalmente in nero e marrone. Al contrario, “Morte di Ahmed Pasa” presenta un cavallo maculato blu, molto diverso dall'effettiva somiglianza di un cavallo.
Il Süleymannâme presenta i tentativi di differenziare gli individui attraverso una leggera variazione nei tratti del viso. Spesso si tenta di rappresentare una figura specifica. In "Esecuzione dei Prigionieri" Solimano è facilmente identificabile perché è la figura più grande nell'immagine e si trova in posizione centrale. Le figure meno importanti sono rese più genericamente e spesso rispecchiano immagini di altre nella loro massa, a volte con piccoli cambiamenti facciali. Ciò vale per le raffigurazioni di assistenti di corte e degli eserciti più grandi, sia ottomani che stranieri. Gli stranieri si differenziano tipicamente per il loro stile di abbigliamento. Si possono distinguere gli ottomani e non i ottomani attraverso i loro copricapi. Gli ottomani sono mostrati con indosso turbanti bianchi con il rosso nella parte superiore e possono essere trovati in ogni illustrazione. In "L'arrivo degli ambasciatori austriaci", gli austriaci indossano berretti rossi e marroni e in "Morte di Kalender", il ribelle Kalender e i suoi uomini indossano turbanti bianchi con la parte centrale stretta.

### Temi e simbolismo
Nel contesto metafisico il significato del numero 10 è prevalente in tutto il Süleymannâme. Questo numero è usato per mostrare l'importanza di Solimano come sovrano perché è nato nel X secolo ed è stato il decimo sovrano del suo lignaggio. Il sistema decimale è utilizzato come allegoria per mostrare come il periodo di tempo del X secolo fu usato per preparare la perfezione di Solimano. La ragione del significato del numero dieci dipende dal fatto che tutti i numeri che lo precedono possono essere aumentati di uno mantenendo le sue posizioni di una cifra. Una volta raggiunto 10, si riversa sull'altra unità decimale, iniziando da 0 che è un punto di partenza oltre a rappresentare il nulla. Questo effetto di "riversamento" può essere visto come un'altra metafora dell'acqua, in particolare il movimento delle onde. L'immagine di un'onda può spiegare le unità numeriche crescenti così come i numeri che diventano un'unità intera e più grande. In poche parole, la relazione tra numeri crescenti e onde è parallela. L'acqua è una parte dell'onda e fanno tutti parte di un complesso più ampio di uno specchio d'acqua mentre i numeri separati e più piccoli creano un nuovo numero più grande. Inoltre, un'onda e uno specchio d'acqua con le sue diverse unità è anche una rappresentazione di Dio e della Sua esistenza in ogni unità. Arif poi mette in relazione questo con Noè e il Diluvio Universale, collegando il sistema decimale al raduno di coppie di animali e includendo di nuovo riferimenti religiosi.
Molti fogli del Süleymannâme includono raffigurazioni di alberi; queste raffigurazioni non sono solo pezzi di decorazione per il manoscritto, ma sono usate come simboli. Uno degli scopi degli alberi può essere una funzione organizzativa. Nel foglio con il confronto delle forze ottomane e austriache, un albero è dipinto al centro in alto della pagina. L'albero è usato come divisione di questi due lati e, includendo le rocce ai piedi dell'albero, identifica i due diversi lati di combattimento.
L'uso degli alberi è inteso in tre modi diversi. Un modo è la relazione e la posizione dell'albero associato alla figura ritratta sulla pagina. Un altro modo è come qualsiasi anomalia che contrasti con altri componenti del foglio faccia risaltare l'albero. Il segno più ovvio che viene dato mostra gli alberi come simboli piuttosto che come decorazioni.
In molti dei fogli, gli alberi sono accompagnati dall'acqua vicino alle radici. Questa relazione attira l'attenzione dello spettatore verso l'albero e anche il posizionamento di queste due immagini aiuta in questo. Il posizionamento stimola anche una connessione da stabilire tra l'albero e il protagonista nella pagina specifica. Nelle pagine successive del manoscritto, è più comune vedere le immagini di un albero con l'acqua accumulata ai piedi, come si vede nel ricevimento della regina Isabella e del neonato re Stefano.
Si ritiene che la rappresentazione specifica di un albero tagliato a metà dall'acqua rappresenti la morte. Uno di questi esempi di questo simbolo è sul foglio con la rappresentazione della battaglia di Güns. Una cavaliere ottomano, Turahan Bey, trascina un soldato asburgico. L'albero indica non solo il triste futuro di questo soldato, ma anche lo stato attuale di un soldato morto che giace proprio accanto all'albero.
Molti di questi alberi hanno un'associazione diretta con Solimano. È probabile che i simboli dietro questi alberi rappresentino un aspetto culturale dell'élite cortese ottomana, il che spiega la loro frequenza e il legame con Solimano. Si dice che l'albero con l'acqua che si incurva alla base rappresenti l'Albero dell'Essere. Se questo è vero, ancora una volta abbiamo un altro riferimento a Solimano e alla sua divinità. Se così non fosse, tuttavia, l'associazione dell'albero con la vita, la Creazione e Maometto è ancora prevalente.

#### Morte
Il Süleymannâme presenta varie scene di morte. Queste morti sono tipicamente di stranieri nelle battaglie contro gli ottomani. Le scene di morte non sono apertamente raccapriccianti; non c'è eccesso di sangue né estrema brutalità fatta al corpo. Piuttosto, il Süleymannâme offre una rappresentazione stilizzata della morte. In "Morte di Canberdi Gazali", Canberdi Gazali cade nel fiume con una lancia che gli viene conficcata nel corpo. Mentre la sua espressione facciale suggerisce leggermente un urlo, il suo corpo appare come una forma astratta con una lancia che sporge e non è rappresentato da una persona sull'orlo della morte in preda all'angoscia. Attorno a lui ci sono “seguaci, morti e morenti per le loro ferite” – mentre ai loro fianchi sono disegnati lievi schizzi di sangue, ed è difficile distinguere se sono morti o dormono.
Il soggetto della morte stessa è spesso oscurato dalla disposizione compositiva. In "Esecuzione dei Prigionieri" viene mostrata l'esecuzione ottomana dei prigionieri di guerra ungheresi, con spettatori tra cui soldati e ufficiali in lontananza. È difficile dire esattamente dove vengono giustiziati i prigionieri perché la scena è molto affollata. Gli elementi di distrazione includono i "ricchi motivi floreali" impiegati e i gruppi di figure circostanti. La "Morte di Ahmed Pasa", incentrata sull'uccisione del leader ribelle Ahmed Pasa di Ayas Mehmed Pasa, oscura anche la morte attraverso una complessa composizione. La testa mozzata di Ahmed Pasa non è immediatamente visibile e quasi si confonde con il terreno su cui giace. Queste scene di morti nemiche focalizzano la loro attenzione sugli assassini invece che sugli uccisi, sottolineando il potere che gli ottomani detenevano sui loro nemici attraverso queste vittorie. Scene di morte simili includono "Morte di Kalender" e "Morte del Contendente Mustafa".

#### Ricevimenti di corte
Il Süleymannâme presenta anche scene della vita di corte, in particolare con le interazioni degli ottomani con ambasciatori/stranieri e intrattenimento all'interno della corte ottomana. In "L'arrivo degli ambasciatori austriaci", cinque inviati austriaci discutono con un funzionario ottomano in uno spazio riccamente decorato. La composizione è orientata diagonalmente, dando alla scena un senso di disagio. La scena presenta la complessità dei procedimenti giudiziari con ambasciatori stranieri e promuove una gestione ponderata e dettagliata degli affari esteri. Il "Ricevimento dell'ambasciatore iraniano" evidenzia la "superiorità del sultano ottomano sui suoi avversari" poiché un'iscrizione sopra il trono dichiara "il Sultano, l'ombra di Dio", paragonando Solimano a una figura divina. Questa superiorità è ulteriormente sottolineata attraverso i registri, poiché Solimano e i suoi consiglieri si trovano in un quadrante più alto rispetto agli ambasciatori safavidi.
Le illustrazioni sono utilizzate anche per delineare i procedimenti politici e le pratiche giudiziarie all'interno dell'Impero ottomano. In "Riunione nel Divan", scrivani ottomani, visir, traduttori e una varietà di funzionari di corte vengono mostrati all'interno della struttura in cui si tenevano le loro riunioni di corte. Il Divan era il "più alto organo amministrativo dello stato", di cui il sultano era il capo. Rappresentati a volo d'uccello, tutti i procedimenti all'interno e all'esterno del Divan sono in mostra, fornendo trasparenza su specifici avvenimenti all'interno del tribunale.
Inoltre, le scene mostrano sontuose celebrazioni, alcune appositamente organizzate per Solimano; in "Solimano Allietato", i funzionari di Edirne tengono un sontuoso banchetto in onore di Solimano, dove viene mostrato alla presenza di musicisti, cantanti, ballerini e funzionari di corte. Solimano è ritratto come un potente sovrano degno di lode e celebrazione, e gli ottomani sono descritti come abbastanza prestigiosi da organizzare banchetti su larga scala.

#### Scene di conquista e combattimento

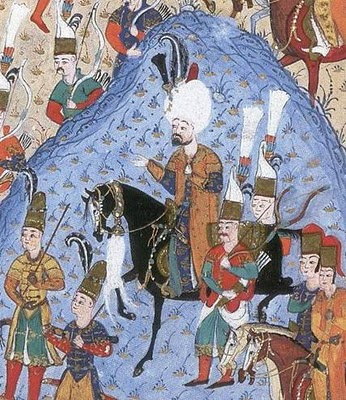
Il sultano Solimano durante l'assedio di Rodi

Dei 69 dipinti del Süleymannâme, circa una dozzina sono scene di combattimento seguite alle conquiste territoriali di Solimano. Sebbene ci siano differenze stilistiche tra i pittori perché sono stati realizzati da artisti diversi, ognuno cattura uno specifico "simbolismo psicologico" dei vari eventi che alla fine mostrano la prospettiva ottomana e il potere di Solimano.
"L'assedio di Belgrado" sottolinea la grandezza del campo ottomano attraverso la decorazione geometrica delle tende e delle barriere sulla metà sinistra dell'immagine, con il Sultano seduto sul trono e circondato da una tenda decorativa. Anche i suoi soldati guardano solennemente alla distruzione di Belgrado, dove gruppi di uomini lamentano le loro perdite. La composizione dell'immagine di destra è ingombra di architettura e alberi, mentre la scena di sinistra dell'esercito ottomano indica un paesaggio vegetale con solo pochi alberi e un semplice pendio collinare. Questa immagine ritrae accuratamente gli eventi di Belgrado, ma anche le azioni dei singoli e la composizione complessiva sono simboliche. Il disordine della scena di destra vuole indicare il caos, in contrasto con il successo e l'atteggiamento regale del sultano sono comunicati nella scena di sinistra.
"L'assedio di Rodi" mostra il valore dell'esercito ottomano nonostante le perdite subite. Storicamente, questa fu la battaglia in cui Solimano subì il maggior numero di perdite di qualsiasi tentativo di assedio. Nella "Caduta di Rodi", l'esercito ottomano celebra la vittoria mentre Solimano osserva solennemente la scena. Qui l'artista perpetua la guida stoica del sultano. Nonostante la violenza di queste scene, rende i paesaggi altamente decorativi.
Ogni scena di conquista nel Süleymannâme sottolinea l'eminenza e la leadership del sultano. Spesso è il supervisore degli eventi piuttosto che essere veramente impegnato nell'azione stessa, anche quando è circondato dal caos, come nella "Battaglia di Mohacs". Gli artisti fanno scelte specifiche su quanto rigide o agili debbano essere rappresentate le figure per catturare l'energia emotiva delle scene.

#### Esaltazione del sultano
Ci sono alcune scene nel Süleymannâme che mirano specificamente a indicare i momenti delle più grandi realizzazioni o glorificazioni del sultano. In questi dipinti la magnificenza del sultano è sottolineata sia dal contesto della scena sia attraverso le scelte compositive e decorative dei pittori.
"Cerimonie di Adesione", illustra l'atmosfera cerimoniale, ma informale della corte del nuovo sultano. Il trono d'oro, i motivi geometrici riccamente decorati delle pareti e del soffitto, comunicano l'importanza della sua posizione. Gli atteggiamenti dei diversi gruppi di persone comunicano la loro classe o posizione: i visitatori all'esterno sono resi in modo più dinamico, mentre i gruppi interni di cortigiani sono fermi, quasi statici per rappresentare la vita di corte altamente regolamentata. Indipendentemente dallo status, questi individui sono chiaramente presenti per il leader, il sultano, sottolineando ulteriormente la sua importanza.
Molte delle scene che esaltano Solimano lo mostrano mentre riceve doni simbolici. In "Ricezione della corona d'Ungheria", Solimano riceve la corona d'Ungheria, un atto cerimoniale. "Solimano presentato con la coppa di rubino" mostra Solimano che riceve la coppa di rubino di Cemşid, un simbolo mistico del potere ottomano. Qui il pittore esemplifica la gloria e l'onore simboleggiati dal ricevere la coppa attraverso grandi elementi decorativi dell'architettura e la posizione centrale del sultano. Nel complesso, queste scene di esaltazione mostrano il sovrano come una figura da onorare da molti, degna della gloria del suo titolo e del suo potere.

## Galleria d'immagini

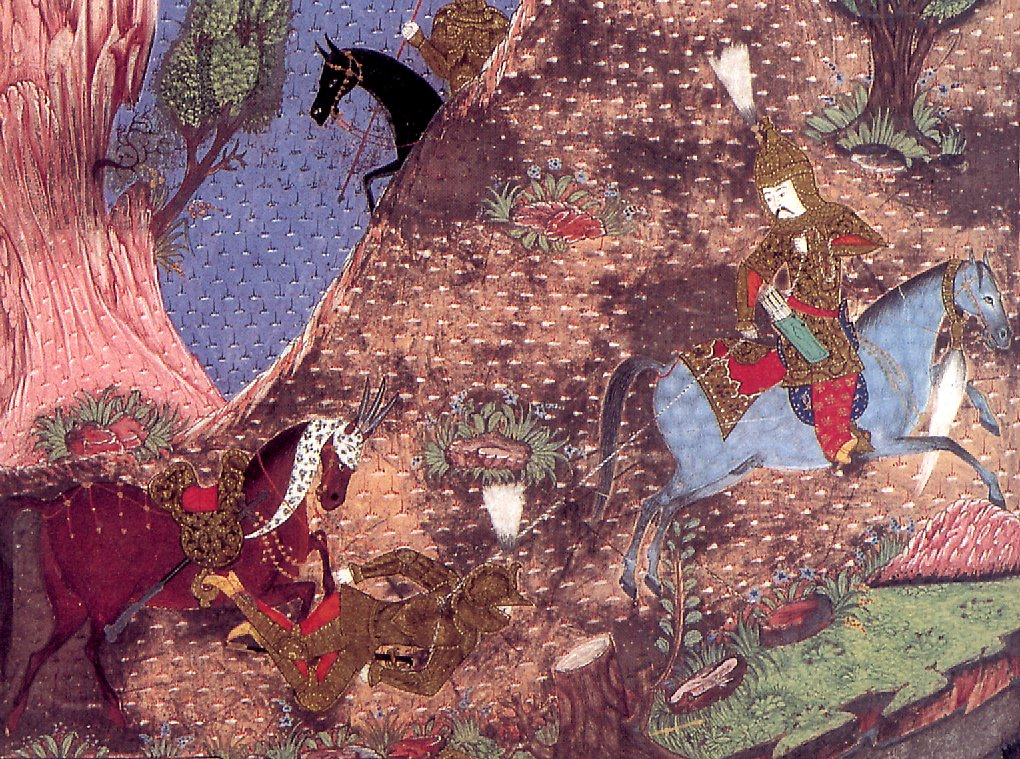
Akinci, presentazione nel libro.
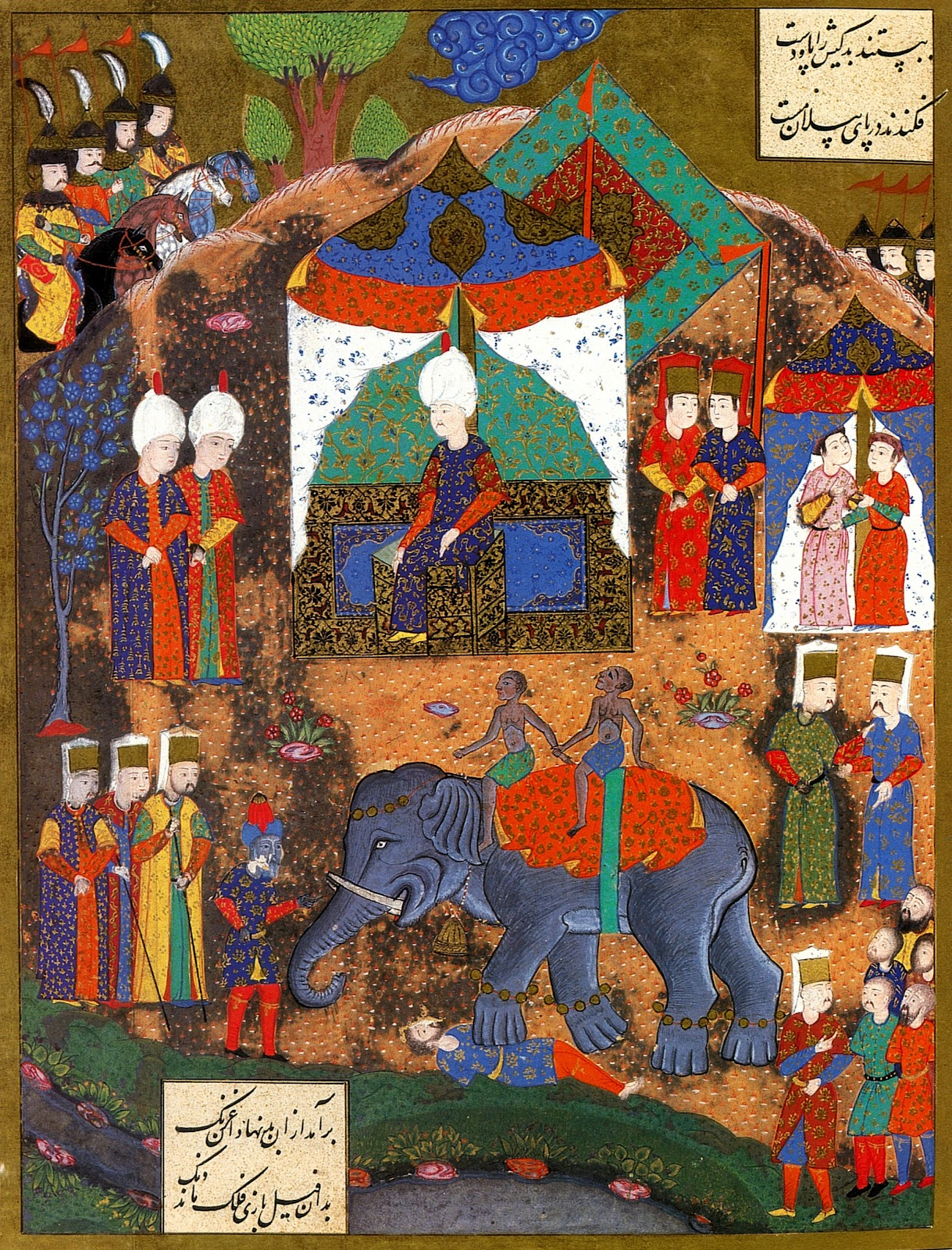
Esecuzione di prigionieri a Belgrado.
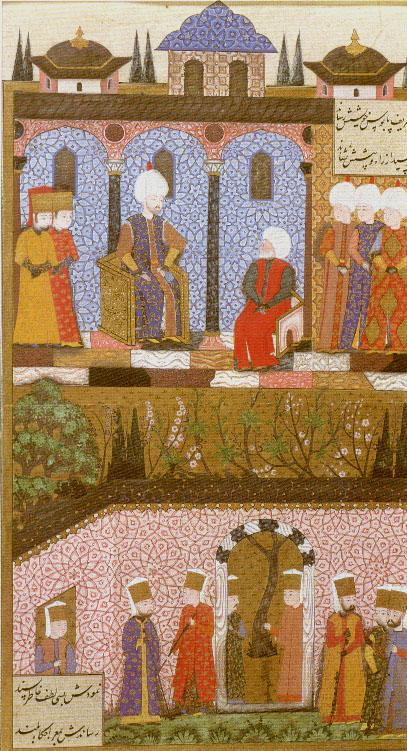
Immagine tratta dal libro Suleymanname.
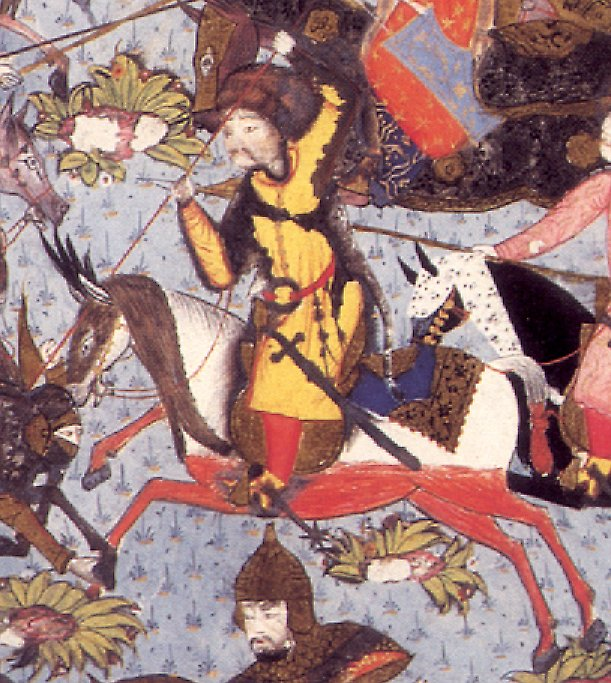
Akinci.
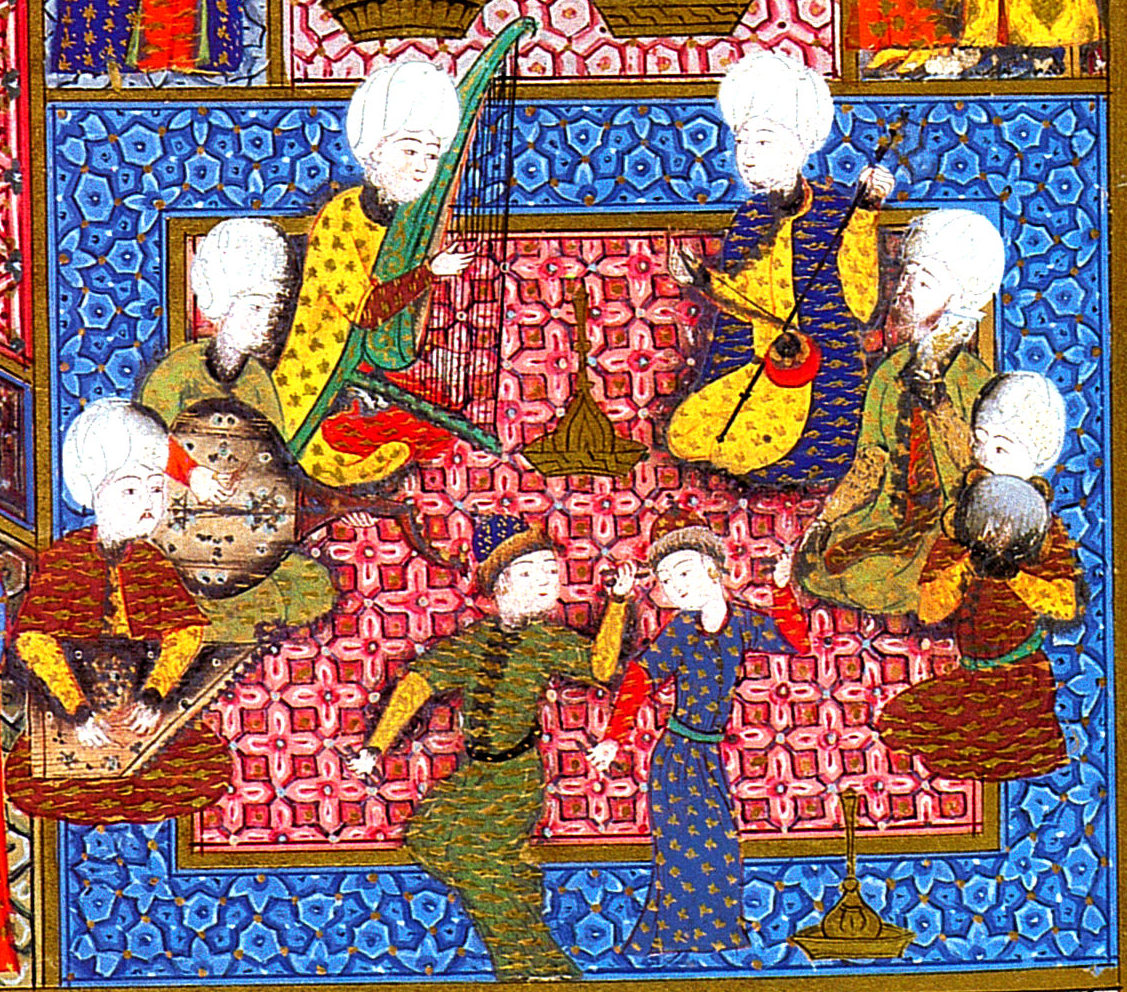
Complesso ottomano.
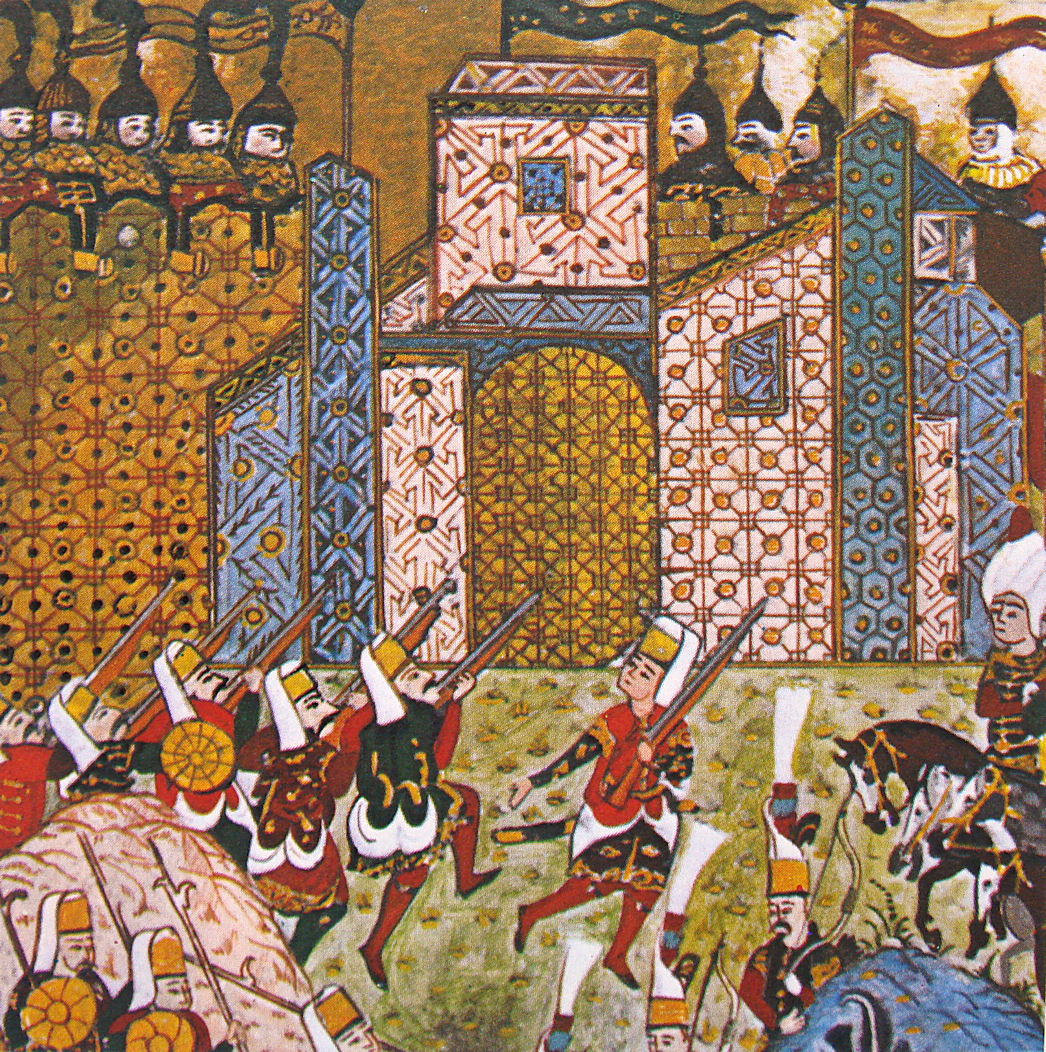
Giannizzeri e cavalieri.